# Яна Тіме
Яна Тіме (нім. Jana Thieme, 6 липня 1970) — німецька академічна веслувальниця.
Олімпійська чемпіонка 2000 року в складі парної двійки, учасниця 1996 року.
Чемпіонка світу 1989 (парні четвірки), 1993 (одиночки), 1995 (парні четвірки), 1998 (парні четвірки), 1999 (парні двійки) років, бронзова призерка 1994 року в складі парної двійки.